# Симпсоны (сезон 29)
Двадцать девятый сезон мультсериала «Симпсоны» транслировался на телеканале Fox с 1 октября 2017 по 20 мая 2018 года. О том, что сериал будет продлён и на 29 и 30 сезоны, было объявлено телеканалом 4 ноября 2016 года. Это позволило мультсериалу превзойти сериал «Дымок из ствола» (англ. «Gunsmoke») по количеству эпизодов как самый длинный сериал, выходящий в прайм-тайм (это случилось с выходом серии «Forgive and Regret»).
В сезоне были представлены выступления гостей: Николая Костер-Валдау («The Serfsons»), Мартина Шорта («Springfield Splendor»), Нормана Лира («Mr Lisa’s Opus») Эда Ширана («Haw-Haw Land») и др.
Кроме того:
- Келси Граммер снова сыграл свою роль Сайдшоу Боба для поющего камео в серии «Gone Boy», в которой Барт затеряется на заброшенной с шестидесятых ракетной станции и Гомер ожидал помощи от Шакила О’Нила[5][6][7][8];
- Билл Плимптон в шестой раз анимировал диванный гэг («3 Scenes Plus a Tag from a Marriage»)[9];
- было объявлено, что серия «Fears of a Clown» будет повторять роман «Оно» Стивена Кинга с участием Клоуна Красти, и что семья Симпсонов в эпизоде «Lisa Gets The Blues» отправится в Новый Орлеан для участия в JazzFest[4][9];
- также в серии «King Leer» была представлена предыстория семьи Мо Сизлака[4][10].

30 августа 2017 года было объявлено, что давнего симпсоновского композитора Альфа Клаузена уволили из мультсериала. Сериал отказался от живой оркестровой партитуры и начал заказывать музыку у компании Bleeding Fingers Music. Ханс Циммер и Рассел Эмануэль — продюсеры, а исполнительный продюсер — Стив Кофски. Последней серией Клаузена был «Whistler's Father».
В феврале 2018 года шоу взяло перерыв и воздержалось от выхода новых серий в этом месяце. Это случилось из-за Супербоула LII в Миннеаполисе (штат Миннесота), Зимних Олимпийских игр 2018 в Пхёнчхане (Республика Корея), автогонок 2018 Daytona 500 в Дейтона-Бич (штат Флорида) и 90-й церемонии вручения наград кинопремии «Оскар» в Голливуде. Это второй сезон мультсериала, который сделал паузу в феврале, после 25 сезона.

## Список серий
| № общий | № в сезоне | Название                                                                                              | Режиссёр           | Автор сценария                                            | Дата премьеры   | Произв. код | Зрители в США (млн) |
| --- | ---------- | --- | ------------------ | --------------------------------------------------------- | --------------- | ----------- | ------------------- |
| 619 | 1          | «Сёрфсоны» «The Serfsons»                                                                             | Роб Оливер         | Брайан Келли                                              | 1 октября 2017  | WABF17      | 3,26                |
| В волшебном Средневековом мире мать Мардж превращается в Ледяного Ходока, и единственный способ, чтобы Гомер мог позволить себе лекарство для неё — заставить Лизу использовать незаконную магию. Когда король обнаруживает это, он похищает Лизу и Гомер должен возглавить феодальное восстание, чтобы спасти её. Приглашённые звёзды: Николай Костер-Вальдау в роли брата-близнеца Мардж, Билли Бойд — исполнитель песни в конечных титрах |            | |                    |                                                           |                 |             |                     |
| 620 | 2          | «Спрингфилдское великолепие» «Springfield Splendor»                                                   | Мэттью Фонан       | Тим Лонг и Миранда Томпсон                                | 8 октября 2017  | WABF22      | 5,25                |
| Мардж и Лиза превращают печальный жизненный опыт Лизы в успешный графический роман, который получает Бродвейское шоу. Однако они борются с творческими различиями и собственными эго. Приглашённые звёзды: Мартин Шорт в роли Гатри Френеля, Рейчел Блум в роли терапевта Аннет; Роз Част, Элисон Бекдел, Маржан Сатрапи, Дэн Хармон в роли самих себя |            | |                    |                                                           |                 |             |                     |
| 621 | 3          | «Отец свистуна» «Whistler’s Father»                                                                   | Мэттью Фонан       | Том Гаммилл и Макс Просс                                  | 15 октября 2017 | WABF16      | 2,91                |
| Гомер обнаруживает, что у Мэгги талант к насвистыванию, и запускает её карьеру знаменитости. Тем временем Мардж впечатляет Жирного Тони своим вкусом дизайна интерьера, и он нанимает её, чтобы стилизовать свой бордель. Приглашённые звёзды: Ник Фашителли — исполнитель всех насвистований, Джо Мантенья в роли Жирного Тони, Валери Харпер в роли мамы участника шоу талантов |            | |                    |                                                           |                 |             |                     |
| 622 | 4          | «Дом ужасов XXVIII» «Treehouse of Horror XXVIII»                                                      | Тимоти Бэйли       | Джон Фринк                                                | 22 октября 2017 | WABF18      | 3,66                |
| «The Exor-Sis» (с англ. — «Экзор-сестра») — Мэгги становится одержима древним демоном Пазузу. «Coralisa» (с англ. — «Корализа») — Лиза вместе со Снежком V обнаруживает жуткую/совершенную версию своей семьи в альтернативной вселенной. «MMM… Homer» (с англ. — «МММ…Гомер») — Гомер каннибализирует себя после того, как у него заканчивается еда, а Мардж и дети находятся вдали от дома. Приглашённые звёзды: Бен Дэниелс в роли католического священника, Уильям Фридкин в роли Доктора Кеннета Хамфриса, Нил Гейман в роли Снежка V, Марио Батали в роли самого себя           |            | |                    |                                                           |                 |             |                     |
| 623 | 5          | «Дедуля может услышать меня» «Grampy Can Ya Hear Me»                                                  | Боб Андерсон       | Билл Оденкерк                                             | 5 ноября 2017   | WABF19      | 2,86                |
| Дедушка Симпсон получает слуховой аппарат и, наконец, слышит всё, что говорили о нем. Тем временем Сеймур Скиннер обнаруживает, что его мать скрывала от него секретное письмо. |            | |                    |                                                           |                 |             |                     |
| 624 | 6          | «Старый синий мэр не такая, какой она была раньше» «The Old Blue Mayor She Ain’t What She Used to Be» | Мэттью Настук      | Том Гаммилл и Макс Просс                                  | 12 ноября 2017  | WABF20      | 4,75                |
| Разочарованная местным правительством, Мардж решает баллотироваться на пост мэра. Чтобы завоевать общественную поддержку, она начинает делать Гомера объектом своих шуток. |            | |                    |                                                           |                 |             |                     |
| 625 | 7          | «Поющие на дорожке» «Singin’ In The Lane»                                                             | Майк Фрэнк Полчино | Райан Кох                                                 | 19 ноября 2017  | WABF21      | 2,67                |
| Гомер с друзьями воссоединяют свою старую команду для боулинга, чтобы поднять настроение Мо, но они вступают в жестокую конкуренцию с командой высокомерных миллионеров. Тем временем Лиза и Мардж пытаются научить Барта, что деньги — это ещё не всё. |            | |                    |                                                           |                 |             |                     |
| 626 | 8          | «Опус Лизы» «Mr. Lisa’s Opus»                                                                         | Стивен Дин Мур     | Эл Джин                                                   | 3 декабря 2017  | XABF01      | 4,28                |
| Лизина версия «Бартства». Сначала Гомер узнаёт, насколько его дочь умная, затем она уедет в колледж, но будет испугана вне Спрингфилда. Будущая Лиза в колледже пишет свое эссе для поступление в Гарвардский университет, и она вспоминает прошлые разочаровывающие дни рождения, которые помогли сформировать её. Тем временем Нед Фландерс пытается вылечить Гомера от его проблемы с алкоголем. Приглашённые звёзды: Кип Леннон в роли Леона Камповски, Джон Ловитц в роли Арти Зиффа, Валери Харпер в роли Мисс Майлз, Кэт Деннингс в роли Валери, Норман Лир в роли самого себя |            | |                    |                                                           |                 |             |                     |
| 627 | 9          | «Исчезнувший» «Gone Boy»                                                                              | Роб Оливер         | Джон Фринк                                                | 10 декабря 2017 | XABF02      | 6,06                |
| Когда Барт пропадает, город собирает поисковую группу, чтобы найти его. После того, как большинство отказалось от надежды, Сайдшоу Боб манипулирует Милхаусом, чтобы обнаружить, где скрывается Барт. Приглашённые звёзды: Келси Граммер в роли Сайдшоу Боба, Валери Харпер в роли медсестры главной больницы, Шакил О’Нил в роли самого себя, Джон Кеннеди (архивные записи) |            | |                    |                                                           |                 |             |                     |
| 628 | 10         | «Ха-Ха Лэнд» «Haw-Haw Land»                                                                           | Боб Андерсон       | Тим Лонг и Миранда Томпсон                                | 7 января 2018   | XABF03      | 6,95                |
| Когда Симпсоны приходят на конференцию STEM, Лиза попадает на напивающегося джазового пианиста по имени Брендан, который её поражает, из-за чего Нельсон ревнует и пытается завоевать её. Тем временем Барт обнаруживает, что у него есть склонность к химии. Приглашённые звёзды: Эд Ширан в роли Брендана |            | |                    |                                                           |                 |             |                     |
| 629 | 11         | «Фринк тестирует» «Frink Gets Testy»                                                                  | Крис Клементс      | Дэн Веббер                                                | 14 января 2018  | XABF04      | 8,04                |
| Мистер Бёрнс строит ковчег конца света после того, как он полагает, что конец света близок, когда он видит старое шоу Орсона Уэллса о Нострадамусе. В связи с этим Бёрнс ставит задачу профессору Фринку придумать новый способ тестирования всех в Спрингфилде для того, чтобы определить, кто достоин вместе с ним отправиться на космическом корабле для спасения. Результаты потрясают семью Симпсонов... Приглашённые звёзды: Морис Ламарш в роли Орсона Уэллса, Валери Харпер в роли инспектора Кларксон                                                                        |            | |                    |                                                           |                 |             |                     |
| 630 | 12         | «Гомер — там, где нет искусства» «Homer Is Where the Art Isn’t»                                       | Тимоти Бэйли       | Кевин Каран                                               | 18 марта 2018   | XABF05      | 2,1                 |
| Когда Гомера обвиняют в краже картины Жоана Миро на миллион долларов, только детектив 1970-х годов может очистить его имя или же отправить его в тюрьму… Приглашённые звёзды: Билл Хейдер в роли Маначека, Сесили Стронг в роли Меган |            | |                    |                                                           |                 |             |                     |
| 631 | 13         | «3 сцены плюс тег из супружеской жизни» «3 Scenes Plus a Tag from a Marriage»                         | Мэттью Настук      | Том Гаммилл и Макс Просс                                  | 25 марта 2018   | XABF06      | 2,15                |
| Во время посещения своей старой квартиры Гомер и Мардж рассказывают историю о переходном периоде от их любви к своей жизни без детей до становления несчастными родителями. При этом история спасает отношения нынешних владельцев квартиры. Приглашённые звёзды: Джей Кей Симмонс в роли Дж. Дж. Грубого; Кевин Поллак в роли Росса, продавца магазина бубликов и профессора Тернстрома; Джон Балдессари в роли самого себя |            | |                    |                                                           |                 |             |                     |
| 632 | 14         | «Страхи клоуна» «Fears of a Clown»                                                                    | Стивен Дин Мур     | Майкл Прайс                                               | 1 апреля 2018   | XABF08      | 2,06                |
| Весь город в ужасе от клоунов после того, как Барт устраивает шутку с использованием клоунских масок, за что его отправляют в ребилитационный центр. Из-за этой выходки Клоун Красти теряет работу. Он пробует себя в региональном театре в качестве драматического актёра для спектакля «Плохой день торговца» режиссера Ллевеллин Синклер. Приглашённые звёзды: Джон Ловитц в роли Ллевеллин Синклер, Энди Дейли в роли судьи Дауда, Джеки Мейсон в роли Хаймана Крастовски; Дамиан Кулаш, Тим Нордвинд в роли самих себя                                                           |            | |                    |                                                           |                 |             |                     |
| 633 | 15         | «Ни одно доброе чтение не остаётся безнаказанным» «No Good Read Goes Unpunished»                      | Марк Киркленд      | Джефф Вестбрук                                            | 8 апреля 2018   | XABF07      | 2,15                |
| В попытке собрать семью вместе Мардж заставляет всех сдать свои электронные устройства и совершить поездку в книжный магазин. В результате Барт использует военную книгу «Искусство войны» для контроля над Гомером, а Мардж обнаруживает, что её когда-то любимая книга теперь воспринимается оскорбительно и нечувствительно. Приглашённые звёзды: Джимми О. Ян в роли Сунь-цзы, Дэниел Рэдклифф в роли самого себя |            | |                    |                                                           |                 |             |                     |
| 634 | 16         | «Король Злобный Взгляд» «King Leer»                                                                   | Крис Клементс      | Даниэль Фурлонг и Зак Познер                              | 15 апреля 2018  | XABF10      | 2,26                |
| Гомер и Мардж следуют за Мо после того, как его таверна закрывается рано, и обнаруживают, что он и его отец сражаются. Узнав, что Мо был отлучён от семьи в течение многих лет, Симпсоны пытаются вернуть их вместе. Приглашённые звёзды: Рэй Лиотта в роли Морти Сизлака, отца Мо; Деби Мейзар в роли Мини Сизлак, сестры Мо; Джонатан Шмок в роли Джонни Бермуды |            | |                    |                                                           |                 |             |                     |
| 635 | 17         | «Лиза играет блюз» «Lisa Gets the Blues»                                                              | Боб Андерсон       | Дэвид Сильверман и Брайан Келли                           | 22 апреля 2018  | XABF11      | 2,19                |
| Сначала учитель музыки Лизы говорит ей, что она — просто большая рыба в маленьком пруду, и что она — не очень хороший музыкант. Позже, когда рейс Симпсонов в Гейнсвилл был перенаправлен в Новый Орлеан, Лиза вынуждена столкнуться со своими неудачами и вернуть себе как джазовому музыканту уверенность для участия в JazzFest. Тем временем Барт заинтересован вуду в Луизиане, а Гомер — выпивкой. Приглашённые звёзды: Trombone Shorty в роли самого себя |            | |                    |                                                           |                 |             |                     |
| 636 | 18         | «Прости и пожалей» «Forgive and Regret»                                                               | Роб Оливер         | Билл Оденкерк                                             | 29 апреля 2018  | XABF09      | 2,47                |
| Когда дедушка Симпсон находится в предсмертном состоянии, Гомер прощает его за нечестность в прошлом. Однако, после выздоровления отца, Гомер осознаёт, что с этим нелегко будет смириться. Приглашённые звёзды: Гленн Клоуз в роли Моны Симпсон |            | |                    |                                                           |                 |             |                     |
| 637 | 19         | «Оставленный» «Left Behind»                                                                           | Лэнс Крамер        | Сюжет : Эл Джин Телесценарий : Джоэль Х. Коэн, Джон Фринк | 6 мая 2018      | XABF12      | 2,15                |
| Гомер помогает Фландерсу устроиться на работу на атомной станции, однако вскоре он узнаёт, что ни одно доброе дело не остаётся безнаказанным, когда Нед начинает настаивать на карпулинге и требует большей производительности от работы Гомера. Приглашённые звёзды: Марсия Уоллес в роли Эдны Крабаппл (архивные записи из серии «Bart Gets a “Z”») |            | |                    |                                                           |                 |             |                     |
| 638 | 20         | «Сбрось дедушку с датчанина» «Throw Grampa from the Dane»                                             | Майк Фрэнк Полчино | Роб ЛаЗебник                                              | 13 мая 2018     | XABF13      | 2,14                |
| Получив страховую выплату, Симпсоны отправляются в Данию, где дедушка Симпсон может воспользоваться бесплатным медицинским обслуживанием этой страны. Приглашённые звёзды: Сиидсе Бабеетт Кнуудсен в роли датчанки |            | |                    |                                                           |                 |             |                     |
| 639 | 21         | «Лестница Фландерса» «Flanders’ Ladder»                                                               | Мэттью Настук      | Дж. Стюарт Бернс                                          | 20 мая 2018     | XABF14      | 2,1                 |
| После удара молнией Барта посещают призраки, которые хотят возмездия. И только мальчик может помочь им в этом. Приглашённые звёзды: Джеки Мейсон в роли Хаймана Крастовски |            | |                    |                                                           |                 |             |                     |